# Verso il sole
Verso il sole este o compilație publicată în 1997 în Italia cu ocazia celei de-a zecea participare a lui Al Bano la Festivalul Sanremo, clasificându-se pe locul 14 cu melodia cu același titlu. Albumul conține piese din repertoriul de solist de pe albumele înregistrate în deceniul 1986-1996 alături de Romina Power (ea fiind prezentă doar în melodia I cigni di Balaka) dar și duetele cu soprana Montserrat Caballé și chitaristul Paco De Lucia.

## Track list
1. Verso il sole  (Albano Carrisi, Valentina Cidda)
2. Andrea  (Massimo Bubola, Fabrizio De Andrè)
3. Caro amore  (Albano Carrisi, Vito Pallavicini, Willy Molco)
4. Notte a Cerano  (Albano Carrisi)
5. Incredibile appuntamento  (Albano Carrisi, Willy Molco)
6. Tenero e testardo  (Albano Carrisi, Romina Power, Paolo Amerigo Cassella)
7. Il bambino non è più re  (Albano Carrisi)
8. È la mia vita  (Maurizio Fabrizio, Giuseppe Marino)
9. Nel sole  (Albano Carrisi, Pino Massara, Vito Pallavicini)
10. Mattino  (Ruggiero Leoncavallo, Vito Pallavicini)
11. Ave Maria  (Franz Schubert, Albano Carrisi, Vito Pallavicini)
12. Cantico (Al Bano & Montserrat Caballé)  (Albano Carrisi, Oscar Avogadro)
13. Un sasso nel cuore (Al Bano & Paco De Lucia)  (Albano Carrisi)
14. I cigni di Balaka (Al Bano & Romina Power)  (Albano Carrisi, Willy Molco)
15. Nessun dorma  (Giacomo Puccini, Adami Simoni, Renato Simoni - Arie din opera Turandot)